# Kirgizisztán a 2002. évi téli olimpiai játékokon
Kirgizisztán az egyesült államokbeli Salt Lake Cityben megrendezett 2002. évi téli olimpiai játékok egyik részt vevő nemzete volt. Az országot az olimpián 2 sportágban 2 sportoló képviselte, akik érmet nem szereztek.

## Biatlon
Férfi
| Versenyző             | Versenyszám  | Lövőhiba    | Időeredmény | Helyezés |
| --------------------- | ------------ | ----------- | ----------- | -------- |
| Alekszandr Tropnyikov | 10 km sprint | 2 (1+1)     | 29:30,2     | 77.      |
| Alekszandr Tropnyikov | 20 km egyéni | 2 (0+1+1+0) | 1:00:05,3   | 73.      |

## Síugrás
| Versenyző       | Versenyszám | Selejtező | Selejtező | 1. ugrás | 1. ugrás | 2. ugrás | 2. ugrás | Összesítés | Összesítés |
| Versenyző       | Versenyszám | Pont      | Hely.     | Pont     | Hely.    | Pont     | Hely.    | Pont       | Helyezés   |
| --------------- | ----------- | --------- | --------- | -------- | -------- | -------- | -------- | ---------- | ---------- |
| Dmitrij Csvikov | Normálsánc  | 104,0     | 27.       | 101,5    | 41.      | kiesett  | kiesett  | kiesett    | kiesett    |
| Dmitrij Csvikov | Nagysánc    | 88,5      | 30.*      | 98,4     | 39.*     | kiesett  | kiesett  | kiesett    | kiesett    |

* - egy másik versenyzővel azonos eredményt ért el